# یانکی‌تاون، شهرستان فایت، اوهایو
یانکی‌تاون (به انگلیسی: Yankeetown) یک منطقهٔ مسکونی در ایالات متحده آمریکا است که در شهرستان فیت، اوهایو واقع شده‌است. یانکی‌تاون ۲۵۷ متر بالاتر از سطح دریا واقع شده‌است.